# Cixi zuo Huoche
Cixi zuo Huoche (xinès simplificat: 慈禧坐火车, pinyin: Cíxǐ zuò Huǒchē, literalment 'Cixi va en tren') és una pel·lícula d'animació xinesa, produïda per l'estudi de cinema de Changchun, dirigida per Zhong Quan i Wang Qiang i estrenada el 1991. La història està adaptada del folklore xinés, i és protagonitzada per un viatge en tren de l'emperadriu Cixi.